# TMT (アパレルブランド)
TMT（ティーエムティー）は、1999年に立ち上がったアパレルブランド。株式会社TMTジャパンが展開する。
サーフテイストの商品が中心。
TMTはTHE MAN OF THEREの略

## 概略
- 1999年、ブランド立ち上げ。
- 2000年4月25日、東京・中目黒に直営店舗 TMT東京 をオープン。
- 2003年8月14日、大阪・南堀江に直営店舗 TMT大阪 をオープン。
- 2007年9月1日、名古屋パルコ内に直営店舗 TMT名古屋 をオープン。

この時、オープン記念の限定品を目当てに、客が殺到し、入場制限が行われた。ピーク時、入場を待つ行列が、5階の売り場から通路、そして5階から1階の階段、さらには店外にまで続き、約3000人がこの列に並んだというエピソードがある。なお、名古屋店は2010年に閉店している。
- 2009年春夏シーズンより、ゴルフウェアライン TMT CLASSIC をスタート。
- 2010年11月19日、東京・代官山にゴルフウェアラインのみの直営店舖 TMT CLASSIC store をオープン。